# Johann Caspar Ripp
Johann Caspar Ripp, auch Johann Kaspar Rib (getauft am 4. April 1681 in Hanau; † 27. Juni 1726 in Frankfurt am Main) war ein deutscher Porzellan-, Fayence- und Blaumaler, der sich unter anderem als Wandermaler in Frankfurt (bis 1708), Ansbach (1710–1712), Nürnberg (1712–1713), Bayreuth (1714–1717), Braunschweig (1717–1721) oder Meißen, sowie als Hoffabrikant in Zerbst (1723) betätigte.

## Leben
Ripp war ein Sohn des Metzgers Paulus Rib und machte in Delft eine Ausbildung zum Maler in einer Fayencemanufaktur. Anschließend kam er zurück nach Frankfurt, wo er im am 27. Juli 1702 heiratete. Mit seiner Frau hatte er in den Jahren 1703 bis 1708 mehrere Kinder, die in Frankfurt geboren und getauft wurden. Ab 1710 arbeitete er zunächst in Hanau und ab 1711 in der von Markgraf Friedrich Wilhelm neu gegründeten Fayencemanufaktur Ansbach, wo er bis 1712 tätig war. Er arbeitete als Gründungsmeister, ehe er sich nach Nürnberg begab, um dort mit den drei Krughändlern Christoph Marx (1660–1731), Heinrich Gottfried Anton Hammon (1656–1723) und Johann Conrad Romedi (1703–1720) eine eigene Manufaktur zu eröffnen. Nach einem Jahr gerieten die vier Inhaber in Streit und Ripp wurde verhaftet. Es gelang ihm jedoch Anfang Mai 1713 nach Frankfurt zu fliehen. Vermutlich hielt er sich in den Jahren 1714 bis 1718 in Hanau oder im Raum Frankfurt auf, wo weitere seiner Kinder getauft wurden. Anschließend war er in der fürstlichen Braunschweiger Fayencemanufaktur tätig von wo aus er gemeinsam mit seinem Freund Daniel van Keyck aus Delft am 8. Juli 1720 bei Johann August von Anhalt-Zerbst um die Erlaubnis zur Errichtung einer neuen Fabrik nachsuchte. Vom 6. September 1720 bis zum 14. April 1723 arbeitete Ripp auch als erster Malergehilfe für Blaudekore bei Johann Gregor Hoeroldt (1696–1775) in der Meißner Manufaktur. Der Vertrag für die Manufaktur in Zerbst wurde am 19. Mai 1721 geschlossen und van Keyck und Ripp wurden zu „Hof-Porzellain-Fabricanten“ ernannt. Das Unternehmen lief jedoch nicht gut und Ripp begann zudem zu viel Alkohol zu trinken und war noch bis 1723 in der Fabrikation in Zerbst tätig. 1724 begab er sich nach Plaue an. der Havel und kam von dort 1726 nach Frankfurt. Er starb 1726 in Frankfurt.

## Familie
Ripp hatte mehrere Söhne oder Enkel, die ebenfalls als Porzellan-, Fayence- und Blaumaler oder Fabrikanten tätig waren.
- Philipp Nicolaus Ripp († 3. Juli 1741), Porzellanmacher beim Hof in Fulda
- Johann Anton Ripp (5. Mai 1710 – 18. Juni 1756) Fayencefabrikant und Maler, zuletzt in Fulda
  - Enkel: Abraham Ripp (* um 1737 – 13. Dezember 1796), ab 1750 als Blaumalerlehrling in Fulda, er leitete von ca. 1765 bis 1789 die von Heinrich von Bibra gegründete und von Adalbert von Harstall geschlossene „Fürstlich Fuldaische feine Porzellanfabrik“.